# Реймско евангелие
Реймското евангелие е старобългарски пергаментен ръкопис. Състои се от две части, 32 страници от които са изписани на кирилица, а останалите 62 – на глаголица. Първата съдържа празнични четения на евангелието според православния обред. Втората част съдържа апостолски послания и празнични паремии според католическия обред и е написана през 1395 година на хърватска (ъглеста) глаголица от монасите на Емауския манастир, основан в Прага през 1347 година като католическа обител с богослужение на славянски език. В края на глаголическата част има кратка бележка, според която кирилската част от евангелието е написана от Свети Прокопий Сазавски. Реймското евангелие е известно с факта, че векове наред то е било използвано при коронацията на френските крале. Когато се заклевали, те полагали ръка върху древната църковна книга с красив обков, в който били инкрустирани реликви. Вероятно именно за това този ръкопис е бил предпочетен при коронациите, тъй като е бил богато украсен и изписан. По време на Френската революция пищният обков на така нареченото Реймско евангелие е бил ограбен, но са останали дървените корици, обвити в червена кожа. Днес ръкописът се съхранява в трезора на библиотеката в Реймс и достъпът до нея се разрешава само в много изключителни случаи.
Има няколко теории за произхода на Реймското евангелие. Според някои то е било донесено от кардинал Шарл дьо Лорен – архиепископ на Реймс през 16 век, който го дарява на катедралата за Великден. Преди това то се е съхранявало в манастира „Свети Йероним“ до Прага. Втората версия е руска. Според нея княгиня Анна Ярославна, дъщеря на Ярослав Мъдри, при брака си с френския крал Анри I през 1051 година донася евангелието във Франция от Киев. Има и трета – че през 1469 година евангелието е пренесено във Франция от Константинопол от византийския книжовник Михаил Палеокапа. Тази версия се позовава на инвентарните книги на Реймската катедрала от 17 век. Липсата на сериозни и обстойни изследвания на ръкописа от Реймската катедрала подхранва различни версии за произхода му. Съществуват хипотези за сръбски, хърватски, руски, чешки или препис от по-стар старобългарски оригинал.
През 2005 година с посредничеството на председателя на Комисията по правата на човека и вероизповеданията на Народното събрание Лъчезар Тошев и тогавашния апостолически нунций в България монсеньор Джузепе Леанца е предоставена информация за Реймското евангелие във вид на компакт диск с електронно цветно копие на всички страници от евангелието.